# Gmina Szadek
Gmina Szadek là một gmina nông thôn thành thị (quận hành chính) ở quận Zduńska Wola, Łódź Voivodeship, ở miền trung Ba Lan  Khu vực hành chính của nó là thị trấn Szadek, nằm khoảng 12 kilômét (7 mi) về phía bắc của Zduńska Wola và 35 km (22 mi) về phía tây thủ đô khu vực Łódź.
Gmina có diện tích 151,96 kilômét vuông (58,7 dặm vuông Anh), và tính đến năm 2006, tổng dân số của nó là 7.350 người (trong đó dân số của Szadek lên tới 2.007, và dân số của vùng nông thôn của gmina là 5.343).

## Làng
Ngoài thị trấn Szadek, Gmina Szadek bao gồm các làng và các khu định cư như Antonin, Boczki, Borki Prusinowskie, Brondy, Choszczewo, Czarny Las, Dziadkowice, Gorna Wola, Gory Prusinowskie, Grzybów, Jamno, Karczówek, kobyla Miejska, Kotlinki, Kotliny, Krokocice, Lichawa, Łobudzice, Nowy Kromolin, Ogrodzim, Piaski, Prusinowice, Przatów Dolny, Przatów Gorny, Reduchów, Rzepiszew, Sikucin, Stary Kromolin, Szadkowice, Tarnówka, Wielka Wies, Wilamów, Wola Krokocka, Wola Łobudzka và Wola Przatowska.

## Gmina lân cận
Gmina Szadek được bao quanh bởi các gmina khác như Łask, Warta, Wodzierady, Zadzim và Zduńska Wola.